# Rebecca Wisocky
Rebecca Wisocky, née le 12 novembre 1971 à York en Pennsylvanie, est une actrice américaine de cinéma, de télévision et une comédienne au théâtre. Elle est principalement connue pour son rôle d'Evelyn Powell dans la série Devious Maids et de Hetty Woodstone dans la série Ghosts.

## Vie privée
Le 5 janvier 2015, Rebecca Wisocky s'est fiancée à Lap Chi Chu, un concepteur de l'éclairage théâtral, sur le Pont de la Tournelle à Paris. Ils se sont mariés à Boston le 10 octobre 2015.

## Filmographie

### Films
- 1996 : The Fountain of Death : Ashley
- 2000 : It Had to Be You : Waitress
- 2000 : Pollock : Dorothy Seiberling
- 2005 : Escape Artists : Rachel
- 2006 : Funny Money : Mme Virginia
- 2007 : The Picture of Dorian Gray : Ursula Wooten
- 2008 : Henry May Long : Mary
- 2009 : My Two Fans : Patricia
- 2011 : Circling the Drain : Elise Fama
- 2011 : Atlas Shrugged: Part I : Lillian Rearden
- 2015 : Hello, My Name Is Doris : Anne
- 2022 : Blonde d'Andrew Dominik : Yvet

### Court-métrage
- 2014 : Swallow : Dr Nagle
- 2005 : Flightless Birds : DeAnn

### Télévision
- 2000 : Sex and the City : Stephanie
- 2002 : New York, section criminelle (saison 1, épisode 12) : technicienne C.S.U.
- 2003 : New York, unité spéciale (saison 5, épisode 5) : Marcy Cochran
- 2003 : New York, police judiciaire (saison 13, épisode 14) : Louise
- 2004 : New York 911 : Wanda
- 2005 : New York, section criminelle (saison 5, épisode 2) : Dede McCann
- 2006 : Untitled Patricia Heaton Project : Heike Gaert
- 2006 : Les Soprano : Renee Cabot Moskowitz
- 2006 : NCIS : Enquêtes spéciales : Jody Carvell
- 2006 : FBI : Portés disparus : Cara Nelson
- 2006 : New York, unité spéciale (saison 7, épisode 19) : Dr. Paula Greenfield
- 2007 : Médium : Janice
- 2007 : Cold Case : Affaires classées : Alice B. Harris - 1919
- 2007 : Ugly Betty : Marsha Stein
- 2009 : Bones : Dr Maura Bailey
- 2009 : Samantha qui ? : Lindsey
- 2009 : Saving Grace : Millie Holm
- 2009 : Les Experts : Shirley
- 2010 : Ghosts/Aliens : Deb Hamburger
- 2010 : Miami Medical : Jennifer Seaver
- 2010 : Svetlana : Dr Veronica
- 2011 : Big Love : Emma Smithnd Mountains Meet"
- 2010–2011 : 90210 Beverly Hills : Nouvelle Génération : Principal Nowack
- 2010–2013 : Mentalist : Brenda Shettrick
- 2011 : Swallow : Dr Nagle
- 2011 : True Blood : Queen Mab
- 2011 : American Horror Story: Murder House : Lorraine Harvey
- 2012 : US Marshals : Protection de témoins : Professor Lynn Gunter
- 2012 : Desperate Housewives  : Bree's Mother
- 2012 : Longmire : Rachel Clausen
- 2012 : Esprits criminels : Sheriff Colwin
- 2013 : 1600 Penn : Bianca
- 2013–2016 : Devious Maids : Evelyn Powell
- 2013 : Major Crimes : Madeline Morgan
- 2014 : Castle : Dr Elena Sarkov
- 2014 : Once Upon a Time : Madame Faustina
- 2015 : The Exes  : VictoriaWashington et A Bride Too Far
- 2015 : Grimm : Lily Hinkley
- 2016 : The X-Files : Jackie Goldman
- 2016 : Graves : Dr Sandra Schwartz
- 2017 : Rebel : Elsa Folster
- 2017 : The Sinner : Margaret Lacey
- 2017 : NCIS : Los Angeles : Sasha Livingston
- 2018 : Heathers : Martha Chandler
- 2018 : 9-1-1 : Marjorie Daniels
- 2019 : S.W.A.T  : Rose Pearson
- 2019 : The Purge  : Madame Barker
- 2019 : For All Mankind : Marge Slayton
- 2019 : All Rise : Margot Baxter
- 2020 : Star Trek: Picard : Ramdha (3 épisodes)
- 2021- : Ghosts : fantômes à la maison : Hetty

### Théâtre
- God's Ear : Lenora (Vineyard Theatre)
- Amazons and Their Men : Leni Riefenstahl (Clubbed Thumb)
- Hot'n'Throbbing : VO (Signature)
- Medea in Jerusalem : Medea (Rattlestick)
- Tatjana in Color : Wally (Culture Project)
- Antigone : Creon (Classic Stage Company)
- The Squirrel : Jessica (SPF)
- The Bitter Tears of Petra von Kant : Petra (Henry Miller Theatre)
- Sueno : Estrella (MCC)
- Middle Finger : Myrna (Ma-Yi)
- A Tale of Two Cities : Madame Defarge (Culture Project)
- Hot Keys : Calitha (P.S. 122)
- Tooth of Crime : Becky Lou (Second Stage/Signature)
- 36 Views : Elizabeth (NYSF/The Public)